# Dolenje Ponikve
Dolenje Ponikve – wieś w Słowenii, w gminie Trebnje. W 2018 roku liczyła 192 mieszkańców.